# Fairway Rock (klippa i Sydgeorgien och Sydsandwichöarna)
Fairway Rock är en klippa i Sydgeorgien och Sydsandwichöarna (Storbritannien). Den ligger i den nordvästra delen av Sydgeorgien och Sydsandwichöarna. Fairway Rock ligger 259 meter över havet.
Terrängen runt Fairway Rock är kuperad österut, men västerut är den bergig. Havet är nära Fairway Rock åt sydost.  Det finns inga samhällen i närheten. 